# Gmina Krzanowice
Gmina Krzanowice, tiếng Đức Gemeinde Kranowitz là một gmina đô thị-nông thôn (quận hành chính) ở Raciborz County, Śląskie, ở miền nam Ba Lan, nằm ở biên giới với Cộng hòa Séc. Khu vực hành chính của nó là thị trấn Krzanowice (Kranowitz), nằm cách Racibórz khoảng 11 kilômét (7 mi) về phía tây nam và  thủ phủ của khu vực Katowice 68 km (42 mi) về phía tây.
Gmina có diện tích 47,06 kilômét vuông (18,2 dặm vuông Anh), và tính đến năm 2006, tổng dân số của nó là 6.082 người (trong đó dân số Krzanowice lên tới 2.207 người, và dân số của vùng nông thôn của gmina là 3,875 người). Từ năm 2008, xã đã được nói song ngữ bằng tiếng Đức và tiếng Ba Lan và có các ký hiệu sử dụng hai ngôn ngữ. Những dấu hiệu này kỷ niệm quá khứ đa văn hóa của khu vực, trước đó là một phần của nước Đức năm 1945 và vẫn duy trì một dân số lớn có nguồn gốc từ Đức.

## Khu vực hành chính
Xã có các làng và khu định cư như:
- Krzanowice / Kranowitz
- Bojanów / Bojanow
- Borucin / Borutin
- Pietraszyn / Klein Peterwitz
- Wojnowice / Woinowitz

## Gmina lân cận
Gmina Krzanowice giáp với thị trấn Racibórz và với các gmina lân cận như Krzyżanowice và Pietrowice Wielkie. Nó cũng giáp với Cộng hòa Séc.

## Hình ảnh

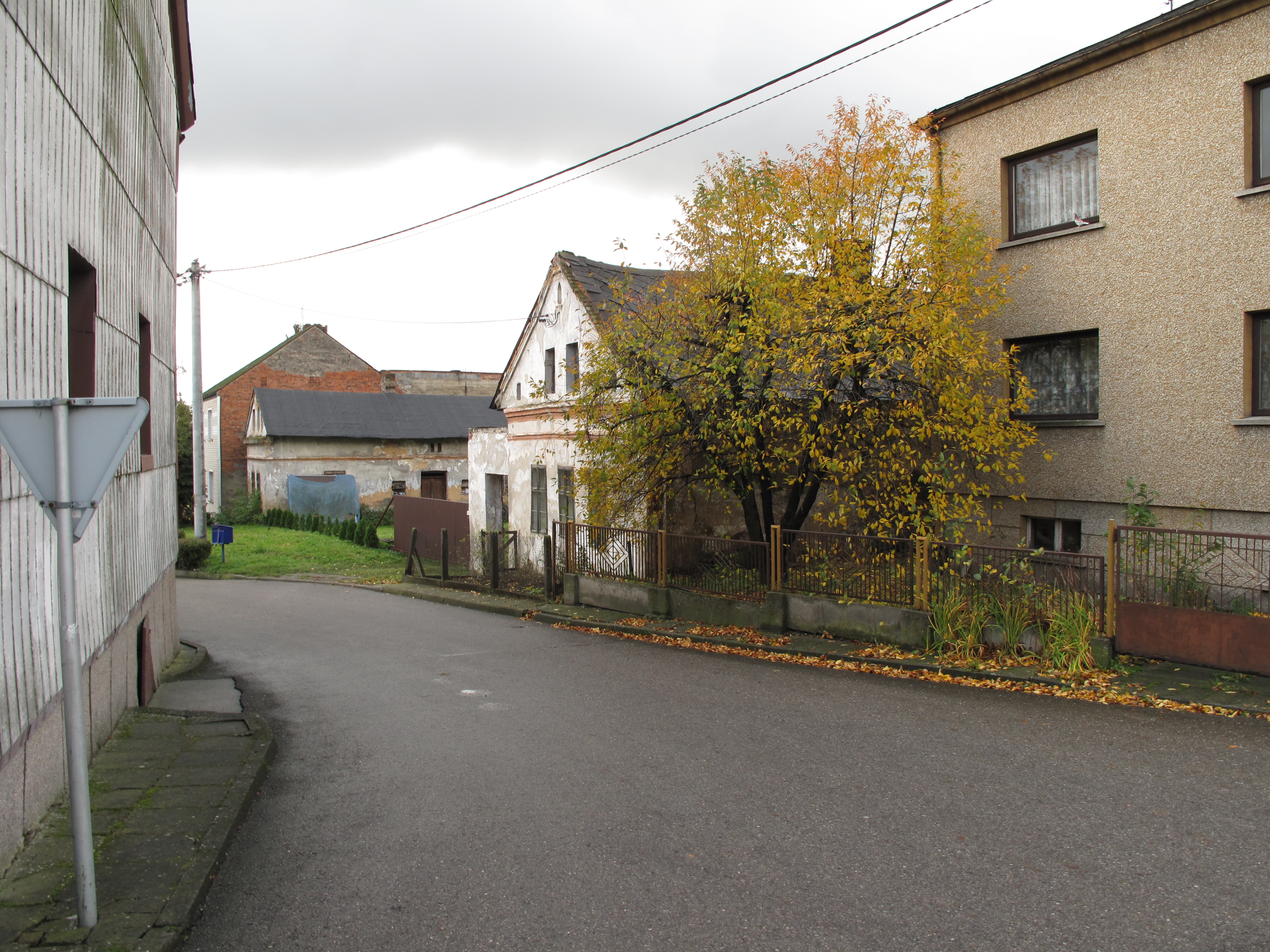
Đường phố ở Pietraszyn
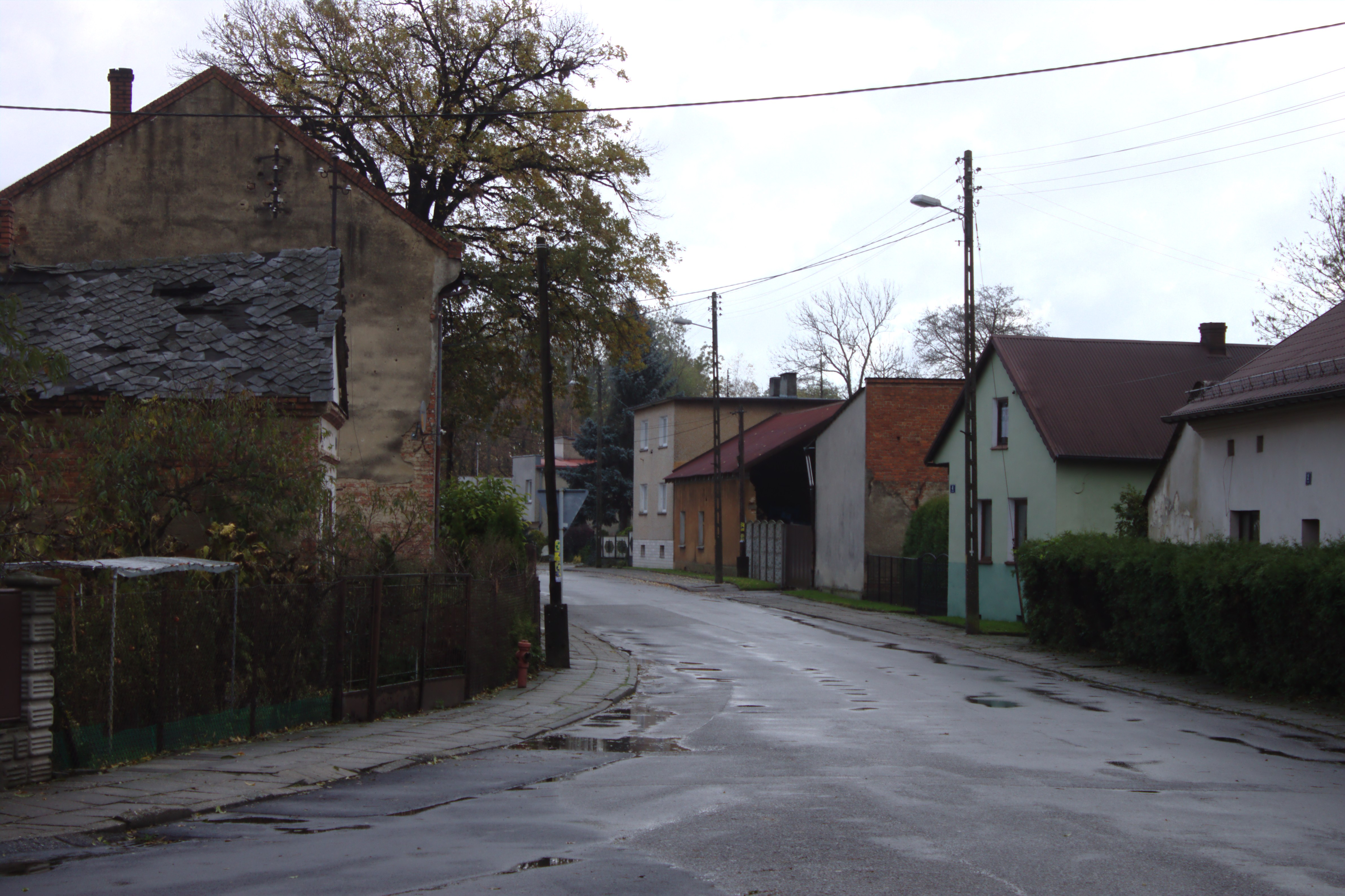
Đường phố ở Krzanowice
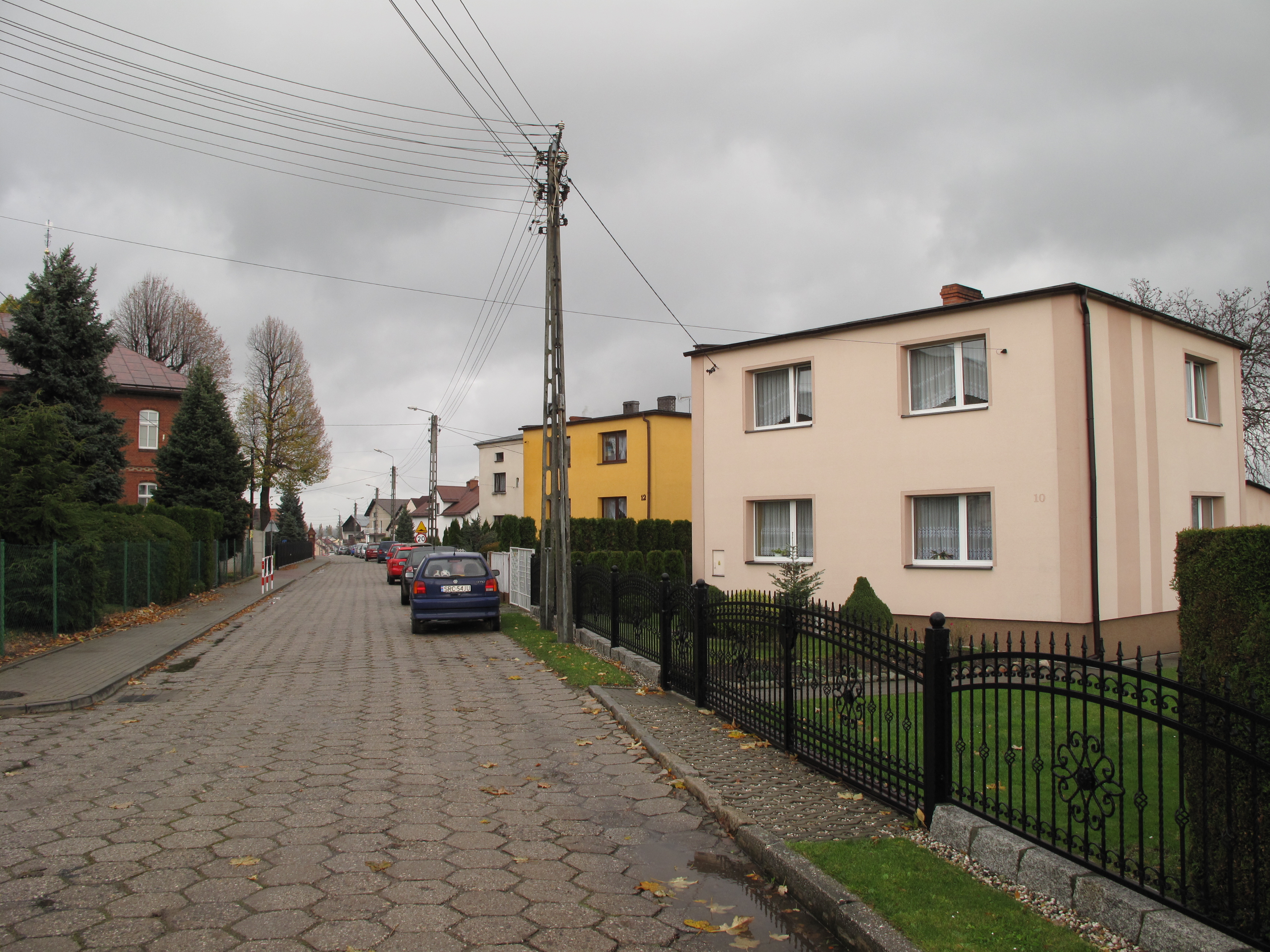
Đường phố ở Borucin